# Basileios den Store
Basileios den Store eller Basilius af Cæsarea (født 330, død 1. januar 379) (græsk: Ἅγιος Βασίλειος ὁ Μέγας tr. Ágios Basíleios o Mégas) var biskop i Cæsarea Mazaca i Kappadokien (nu Kayseri i Tyrkiet). Han var en af kirkefædrene og havde indflydelse i det 4. århundrede som kristen teolog. Baileios var tilhænger af den nikænske position i kirken efter synoden i år 325 mod Arius og hans tilhængere.
Udover arbejdet som teolog er Basileios kendt for sin sociale bevidsthed overfor de fattige og mindre privilegerede. Desuden etablerede han retningslinjer for klosterlivet med fokus på fællesskabet, bønner og manuelt arbejde. Sammen med Pachomius er han husket som grundlægger af klostervæsnet, og han er anerkendt som helgen både i den østlige og vestlige kirke. 